# Виндишгрец, Альфред
Князь А́льфред Канди́д Фердина́нд цу Ви́ндишгрец (Виндиш-Грец; нем. Alfred Candidus Ferdinand Fürst zu Windisch-Grätz; 11 мая 1787, Брюссель — 21 марта 1862, Вена) — австрийский фельдмаршал (1848), который командовал подавлением восстаний в Праге, Вене и Венгерского восстания 1848—1849 годов.

## Семья
Представитель штирийского рода Виндишгрецев. Сын графа Йозефа Николауса цу Виндиш-Гретца, камергера эрцгерцогини Марии Антуанетты. В 1804 году получил от императора титул имперского князя.
В 1817 году женился на Марии Элеоноре, урожденной Шварценберг (1796—1848), дочери 6-го князя Иосифа II фон Шварценберг и трагически погибшей при пожаре герцогини Полины Шварценберг, урожденной Аренберг. 
В браке родилось 7 детей:
- Аглая Леопольдина (1818–1843 или 1845), замужем не была, бездетна
- Альфред II[чеш.] (1819-1876), 2-й принц Виндишгрец, жена - княгиня Гедвика Лобковичская (1829-1852), сын Альфред III
- Леопольд Виктор (1824-1869), полковник, холост и бездетен
- Август[чеш.]  (1828-1910), фельдмаршал, жена - Графиня Вилемина Ностик-Ринек (1827-1897), сын и дочь
- Людвик[чеш.] (1830— 1904), генерал от кавалерии, генеральный инспектор австро-венгерской армии, потомственный член Венгерской палаты лордов, тайный советник (1883), кавалер ордена Золотого руна, жена - графиня Валери Дессевфи (1843-1912), 4 детей
- Йозеф Алоис[чеш.] (1831-1906), генерал от кавалерии, тайный советник, морганатический брак с бывшей прима-балериной Берлинского государственного балета. Марией Тальони (1830-1891), 1 сын
- Матильда Элеонора (1835-1907), муж - принц Карл Виндиш-Грец (1821-1859), дворцовая дама, дама ордена Звездного Креста.

Мария Элеонора была случайно застрелена при невыясненных обстоятельствах во время революции 1848 года в Праге.

## Военная карьера
В 1804 году поступил на военную службу обер-лейтенантом во 2-й уланский полк Шварценберга. Участвовал в антифранцузских кампаниях, в 1805 году сделан ротмистром, сражался под Ульмом. В войне с Францией 1809 года был тяжело ранен при Асперне.
В 1813 году был уже подполковником, отличился в Лейпцигском сражении.
В кампании 1814 года получил чин полковника, заслужил Рыцарский крест ордена Марии Терезии. В 1815 году назначен военным комендантом австрийских войск в Париже, позже командовал бригадой и дивизией в Праге, в 1833 году получил звание фельдмаршал-лейтенанта, в 1840 году назначен главнокомандующим войсками в Богемии.

## Подавление революций 1848—1849 годов
В дни революции 1848 года в Вене находился в столице, где обсуждал возможность назначения командующим наблюдательной армии по случаю революции во Франции. В связи с неблагоприятным развитием событий в Вене 14 марта получил чрезвычайные полномочия для разрешения беспорядков, но принял столь суровые меры, что император отослал его в Прагу.
Вскоре волнения начались и в Праге, в результате стрельбы 11 июня 1848 года была убита его жена, а старший сын ранен. Виндишгрец стянул к Праге войска, объявил Прагу на осадном положении, приступил к бомбардировке Праги и Градчан и к 17 июня жестоко подавил мятеж.
Когда 6 октября в Вене началось восстание (в этот день был повешен австрийский военный министр Латур), 16 октября 1848 года получил звание фельдмаршала и главное командование над всеми австрийскими войсками (кроме Итальянского корпуса Радецкого), к 31 октября штурмом взял столицу и устроил там жестокую расправу над повстанцами (в числе расстрелянных оказался депутат Франкфуртского собрания Роберт Блум).
Далее возглавил поход против Венгерского восстания: одержал победу над генералом Дембинским при Капольна, но далее действовал неудачно, потерпел поражение от Гёргея при Гёдёлё и Ишасеге, отступил к Пешту и 12 апреля 1849 года отстранен от командования.

## Последние годы жизни
Получил назначение командующим в Ольмюц. В 1850 году получил Большой крест ордена Марии Терезии.
В 1859 году выполнял миссию в Берлин, с 1861 года был членом Палаты господ.
Известна его цитата, как нельзя лучше характеризующая отношение к людям:
Человек начинается только с барона»

## Награды
- Кавалер Орден Золотого руна (1830)[3]
- Кавалер Большого креста Военного ордена Марии Терезии (1850)[3]
- Рыцарь Военного ордена Марии Терезии (02.05.1814)[3]
- Кавалер Большого креста Королевского Венгерского ордена Святого Стефана
- Кавалер Большого креста Ордена Святых Маврикия и Лазаря (Сардинское королевство, 1814)[3]
- Кавалер Константиновского ордена Святого Георгия (Пармское герцогство)
- Кавалер Ордена Святого апостола Андрея Первозванного с бриллиантовыми знаками (Российская империя, 28.10.1848)[4]
- Мечи к ордену Святого апостола Андрея Первозванного (Российская империя, 05.08.1855)[4]
- Кавалер Ордена Святого Георгия 4-й степени (Российская империя, 03.08.1814)[5]
- Кавалер Ордена Святого Александра Невского (Российская империя, 17.10.1833)